# Advanced Energy
Advanced Energy ist ein amerikanischer Hersteller von Stromversorgungen für die Abscheidung von Dünnschichten. Größter Kunde ist Applied Materials.
Zum Jahresende 2015 zog sich das Unternehmen aus der Produktion von Solarwechselrichtern zurück. Advanced Energy bleibt in Neuhausen als Servicegesellschaft unter dem Namen AEI Power GmbH weiter bestehen.

## Refusol
Im April 2013 übernahm Advanced Energy den deutschen Wechselrichterhersteller Refusol.
Die REFUsol GmbH war ein Hersteller von Solarwechselrichtern mit Sitz im baden-württembergischen Metzingen. Das Unternehmen wurde 1965 als Refu Elektronik gegründet und spezialisierte sich auf die Produktion von Drehstrom-Antriebssystemen. Im Jahr 2010 wurde die Firma REFUsol GmbH von der Refu Elektronik GmbH abgespalten. Der letzte Konzernabschluss als RefuSol Holding GmbH 2012 wies einen Umsatzerlös von 161 Millionen Euro aus.
Die Fertigung fand zum Teil durch die Refu Elektronik GmbH statt und zum anderen Teil in Ungarn (Prettl-Werk).
Bis Ende 2015 wurden die meisten Arbeitnehmer entlassen. Die restlichen Mitarbeiter verblieben am Standort in Neuhausen als Servicegesellschaft unter dem Namen AEI Power GmbH, die weiterhin Produktservice und Support für die von den Firmen Refusol und Advanced Energy ehemals produzierten Wechselrichter an.